# Kotiryssä
Un kotiryssä (lett. "il russo di casa") è un termine finlandese informale per indicare una persona della Russia o dell'Unione Sovietica che rappresenti un contatto di riferimento per un politico, un burocrate, una persona d'affari o altro genere di persona di spicco in Finlandia.
In origine, durante la seconda guerra mondiale, il termine kotiryssä si riferiva ai russi immigrati in Finlandia o in generale a persone che sapessero parlare il russo. La parola non ha una connotazione neutrale, ma scherzosa.
In seguito, il termine si riferì in particolare ai diplomatici o alle spie sovietici di stanza a Helsinki negli anni '60 e '70 del XX secolo, incaricati dal governo russo di raccogliere informazioni da specifici personaggi della politica e del governo finlandesi. Questo sistema fu introdotto da Viktor Vladimirov, che fu a più riprese operativo a Helsinki (1955–1960, 1970–1971, 1977–1984).
Dal momento che questa tecnica di raccolta di informazioni sarebbe stata sempre prevalente nel mondo dello spionaggio, alcuni finlandesi consideravano il sistema dei kotiryssä una modalità normale di condurre le relazioni diplomatiche tra i due Paesi. Sono ben documentate le dozzine di agenti del KGB che lavoravano come diplomatici nell'ambasciata sovietica di Tehtaankatu. Tra gli esempi noti di kotiryssä, si annoverano Viktor Vladimirov, agente del KGB per politici finlandesi di alto livello, quali Urho Kekkonen; Feliks Karasev, agente del KGB giunto nell'aprile 1985 per rimpiazzare Vladimirov; Vladimir Stepanov, agente del KGB e in seguito ambasciatore sovietico della Finlandia; Sergej Ivanov, agente che risiedette in Finlandia per sei anni negli anni 1980, dopo una presunta deportazione dal Regno Unito, lavorò sotto l'egida di Karasev e in seguito divenne un membro del governo russo. Il sistema dei kotiryssä era strettamente correlato al processo di finlandizzazione. 
L'opinione pubblica non fu a conoscenza di questo sistema fino alla pubblicazione del libro Tamminiemen pesänjakajat nel 1981.
Nel 2015, Helsingin Sanomat scrisse che la pratica dei kotiryssä fosse ormai cessata e che i corpi diplomatici russi di Helsinki non intrattenessero più rapporti con politici e giornalisti locali.